# Fountain Inn
Fountain Inn is een plaats (city) in de Amerikaanse staat South Carolina, en valt bestuurlijk gezien onder Greenville County en Laurens County.

## Demografie
Bij de volkstelling in 2000 werd het aantal inwoners vastgesteld op 6017.
In 2006 is het aantal inwoners door het United States Census Bureau geschat op 7097, een stijging van 1080 (17,9%).

## Geografie
Volgens het United States Census Bureau beslaat de plaats een oppervlakte van
14,3 km², geheel bestaande uit land. Fountain Inn ligt op ongeveer 257 m boven zeeniveau.

## Plaatsen in de nabije omgeving
De onderstaande figuur toont nabijgelegen plaatsen in een straal van 16 km rond Fountain Inn.